# 张弥曼
张弥曼（1936年4月17日—），中国古脊椎动物学家，中国科学院院士，从事脊椎动物比较形态学、古鱼类学、中－新生代地层、古地理学、古生态学及生物进化论的研究。

## 生平
1936年出生于江苏南京。籍贯浙江嵊县。大學被分配到北京地质学院古生物系就讀，1960年毕业于苏联莫斯科大学地质系。1982年获瑞典斯德哥尔摩大学博士学位。1991年当选为中国科学院学部委员(院士)。1983年至1990年任中国科学院古脊椎动物与古人类研究所研究员、所长，1992年至1996年担任国际古生物协会主席，1993年至1997年任中国古生物学会理事长。1995年，张弥曼获选为伦敦林奈学会外籍会员，1997年成为北美古脊椎动物学会荣誉会员，2011年入选瑞典皇家科学院外籍院士。2018年获得欧莱雅和联合国教科文组织颁发的“世界杰出女科学家成就奖”奖及何梁何利基金最高奖项“科学与技术成就奖”。

## 外部連結
- IVPP’s Professor to Receive Honorary Degree from Chicago University （页面存档备份，存于）
- CAS Members （页面存档备份，存于）